# Martin Bursík
Martin Bursík (* 12. srpna 1959 Praha) je český politik, v letech 2005 až 2009 předseda Strany zelených. Od ledna 2007 do května 2009 byl místopředsedou vlády a ministrem životního prostředí ve druhém kabinetu Mirka Topolánka. Od listopadu 2012 do srpna 2013, kdy Stranu zelených opustil, zastával post 2. místopředsedy strany. Následně založil Liberálně ekologickou stranu, jejímž předsedou byl v letech 2014 až 2021.

## Rodina
Narodil se v Praze na Starém Městě v domě svého dědečka, pražského nakladatele Jaroslava Bursíka (spolumajitele nakladatelství Bursík & Kohout). Je prasynovcem senátorky Anny Zábrodské-Tiché a poslance Františka Horáka.
Bursíkův otec byl psycholog, matka se angažovala ve skautském a sokolském hnutí, v 50. letech byla vězněna za pomoc Čechům při přechodu hranic do Německa. Později se živila jako překladatelka: překládala z němčiny/do němčiny pro různé kulturní instituce, a z angličtiny do češtiny pro velvyslanectví USA. Bursíkův starší bratr Jiří (* 1956) absolvoval studium medicíny na Karlově Univerzitě v Praze, v roce 1983 emigroval do Německa a stal se vyhledávaným ortopedem. Věnoval se horolezectví a při jedné výpravě v Alpách tragicky zahynul.
Martin Bursík má dvě dcery s manželkou, konzultantkou a pražskou lokální političkou Ivanou Bursíkovou. Od roku 1998 s ní nežil, ale rozvedli se až na jaře 2008.
Na přelomu tisíciletí žil čtyři roky s moderátorkou Jitkou Obzinovou, v letech 2005–2006 s česko-rakouskou právničkou Monikou Arkai (* 1963), dcerou Jiřího Dienstbiera. Od roku 2007 je partnerem poslankyně Kateřiny Jacques, se kterou má dceru (narozena 19. října 2009). Dne 20. června 2015 se stali manželi.
Bursíkovou velkou zálibou je horolezectví. V červenci 2007 se vydal na pákistánskou horu Gašerbrum II, která byla kvůli lavinám nepřístupná, a proto  se pokusili vylézt vedlejší horu Gašerbrum I, ale jeden z jeho společníků pod vrcholem tragicky zahynul. Ostatní se ihned vrátili. Kvůli obtížné komunikaci se nakrátko rozšířily fámy, že zemřel sám Bursík. 17. srpna 2008 zahynul v Alpách i Bursíkův bratr Jiří.

## Studia
Martin Bursík absolvoval školní docházku v jazykové základní škole v Ostrovní ulici v Praze 1. Kromě toho byl členem skautského hnutí. V letech 1975–1979 vystudoval přírodovědnou větev gymnázia Nad Štolou. V roce 1984 ukončil vysokoškolské studium – obor ochrana životního prostředí na Přírodovědecké fakultě Univerzity Karlovy; v roce 1985 získal titul RNDr.

## Kariéra
V letech 1984–1989 byl hydrologem v národním podniku Stavební geologie. Od roku 1991 působil v politice, nejprve jako poslanec, později jako předseda Strany zelených a ve dvou vládách (Tošovského a Topolánkově) jako ministr pro životní prostředí. Od roku 1999 vlastní a řídí poradenskou firmu Ecoconsulting pro obory energetika a životní prostředí. Přednáší na University of New York in Prague. Koncem roku 2013 vystoupil ze Strany zelených a založil svou vlastní Liberálně ekologickou stranu, 15. února 2014 byl na 1. sněmu strany zvolen jejím předsedou.

## Politika
V listopadu 1989 Bursík zakládal Občanské fórum v Praze 4. V roce 1990 absolvoval stáž v americkém Kongresu Ve volbách v roce 1990 byl zvolen poslancem České národní rady za Občanské fórum (volební obvod Praha). V ČNR se stal jedním z autorů zákona o ochraně přírody a krajiny. Od roku 1992 byl členem rozkladové komise Ministerstva životního prostředí.

### Ze SD do úřednické vlády
Po rozpadu OF v dubnu 1991 zůstal Bursík ve středolevě-liberálním Občanském hnutí, které se roku 1993 transformovalo ve stranu Svobodní demokraté; Bursík byl jejím místopředsedou. V komunálních volbách roku 1994 byl za Svobodné demokraty zvolen do zastupitelstva hlavního města Praha. Zde působil jako předseda výboru pro životní prostředí. Po sloučení s Liberální stranou národně sociální v roce 1996 ze strany vystoupil.
V první polovině roku 1998 byl Bursík ministrem životního prostředí v Tošovského vládě. Snažil se zejména o uplatnění kritického postupu k výstavbě Jaderné elektrárny Temelín, podporu obnovitelných zdrojů energie a podepsal Aarhuskou úmluvu o přístupu k informacím, účasti veřejnosti na rozhodování a přístupu k právní ochraně v otázkách životního prostředí.

### Spolupráce s KDU-ČSL
V komunálních volbách roku 1998 Bursík kandidoval do pražského zastupitelstva jako volební lídr Unie pro Prahu (Čtyřkoalice) navržený KDU-ČSL s cílem stát se primátorem. Unie pro Prahu skončila druhá za ODS, která nakonec však uzavřela velkou koalici s ČSSD, údajně i pro Bursíkovy neúnosné osobní požadavky. V zastupitelstvu se zabýval především dopravní problematikou a snahou o omezení korupce. V roce 1999 vstoupil na výzvu předsedy KDU-ČSL Josefa Luxe do strany. Vystoupil z ní počátkem roku 2003 s tím, že v ní neměl dobrý prostor pro uplatňování „zelených“ myšlenek.
Po parlamentních volbách v červnu 2002 se stal poradcem ministra životního prostředí Libora Ambrozka (KDU-ČSL) pro energetiku, jímž byl do roku 2005. V této funkci byl spoluautorem zákona o podpoře výroby elektřiny z obnovitelných zdrojů energie (vstoupil v platnost 1. srpna 2005 jako č. 180/2005 Sb.) a autorem návrhu ekologické daňové reformy, již koaliční vlády ČSSD nerealizovaly. 29. dubna 2005 publikoval prohlášení Deset omylů prezidenta Klause kritizující argumentaci, s níž prezident Václav Klaus odmítl zákon o OZE podepsat.

### Strana zelených

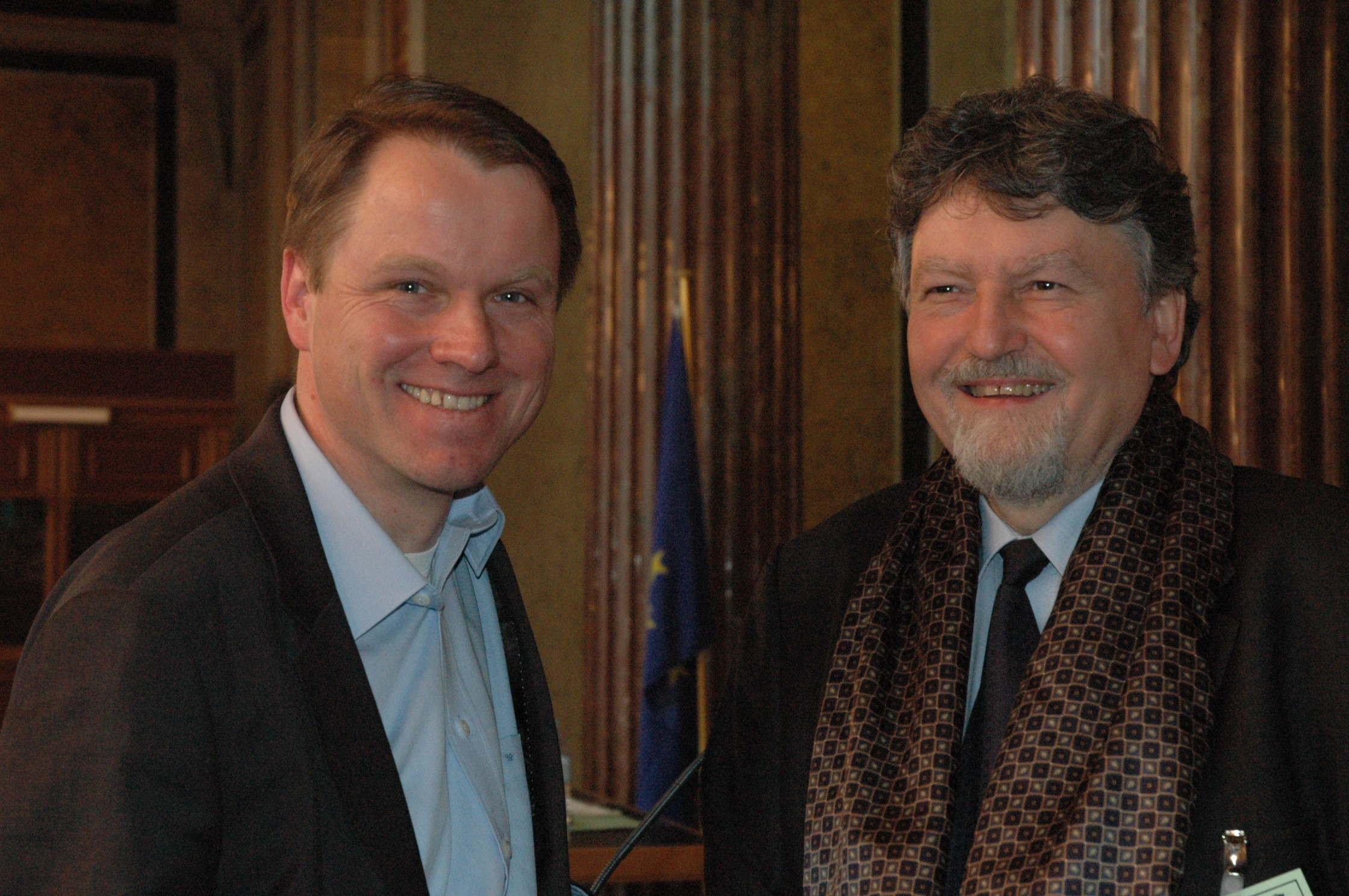
Bursík a německý zelený europoslanec Milan Horáček v lednu 2007

V roce 2003 s Bursíkem jednala Strana zelených o pozici lídra ve volbách do Evropského parlamentu, jímž se nakonec stal ekologický aktivista Jakub Patočka. Koncem června 2004 Bursík vstoupil do SZ na Praze 5; na zářijovém sjezdu byl zvolen členem předsednictva strany. Během následujícího roku vyvrcholily ve straně spory mezi příznivci stávajícího předsedy Jana Beránka a Patočky a opozicí, sjednotivší se kolem Bursíka a Petra Štěpánka, které vedly ke svolání mimořádného sjezdu v září 2005 v Pardubicích.
Předmětem sporu se kromě metod starého vedení stal především postup SZ v parlamentních volbách 2006. Jan Beránek zastával koncept spolupráce s malými liberálními stranami (především Strana pro otevřenou společnost, SNK-ED, Liberální reformní strana, eventuálně i US-DEU) především kvůli obavě z vítězství ODS a možné následné změny volebního zákona. Martin Bursík preferoval samostatný postup z obavy o programovou čitelnost strany a také ze snahy nepodvádět voliče pseudokoaličním slepencem (pravá koalice by podle opozičně-smluvního volebního zákona pro postup do sněmovny musela získat 5 % hlasů za každého člena). Na sjezdu Beránek už ani nekandidoval a Bursík byl velkou většinou hlasů zvolen předsedou; následně zmírnil vymezování vůči ODS, charakteristické pro patočkovskou éru.

### Po volbách 2006

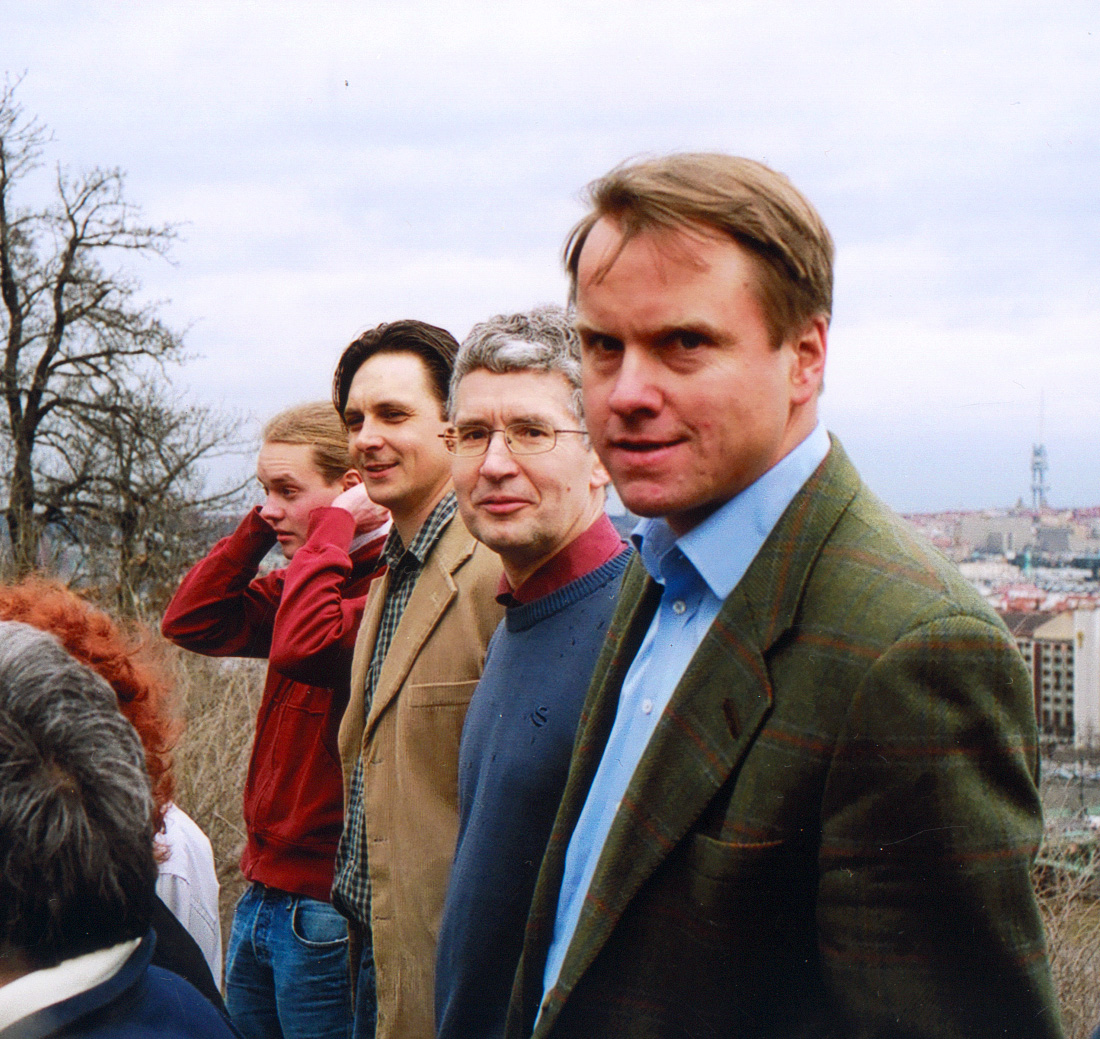
Martin Bursík s pražskými kandidáty SZ v dubnu 2006.

V lednu 2006 se stal Martin Bursík volebním lídrem v Praze pro volby do Poslanecké sněmovny v roce 2006 a následně též celorepublikovým lídrem zelených.
V únoru 2006 poprvé od roku 1992 překročily preference Strany zelených hranici 5 % a výrazně se zvýšil mediální zájem o ni. Ve volbách SZ získala 6,29 %, ale jen 6 poslaneckých mandátů. Bursíka v Praze předstihla v počtu preferenčních hlasů Kateřina Jacques, která kandidovala na druhém místě a vystupovala po jeho boku v propagačních materiálech strany. Ve volbách v roce 2006 se nicméně Bursík stal poslancem poslanecké sněmovny za Stranu zelených. Do ledna 2007 byl místopředsedou organizačního výboru sněmovny a členem výboru pro životní prostředí (do něj se vrátil ještě v letech 2009–2010). Ve sněmovně setrval do voleb v roce 2010.
Podstatnější ale byla jeho účast ve vládě. Již podle předběžné koaliční smlouvy podepsané 26. června 2006 s ODS a KDU-ČSL měl Bursík být místopředsedou a ministrem životního prostředí; 4. srpna pak Bursík vyhlásil ukončení koaliční spolupráce. Podle koaliční smlouvy podepsané 28. prosince 2006 nakonec získal Bursík stejný post ve druhé Topolánkově vládě, jmenované 9. ledna 2007. Na tomto postu setrval do demise vlády 8. května 2009. Kromě toho v období od 4. října 2007 do 4. prosince 2007 působil jako pověřený ministr školství.
S premiérem Topolánkem měl dobré osobní vztahy, postupně ale čelil opakované kritice uvnitř Strany zelených. Dne 9. července 2008 Bursík prosadil v předsednictvu Strany zelených poměrem 4:3 svolání sjezdu na 5. až 7. září, aby vyřešil spory mezi kritiky vnitřního chodu strany i některých kroků koaliční vlády, které vedla Dana Kuchtová, až do svého odvolání z ministerstva školství na podzim 2007 jeho blízká spolupracovnice. Opozice ve straně Bursíka obvinila, že jeho příznivci zakládali nové základní organizace, aby získali převahu v počtu delegátů na sjezdu. Takto mělo být údajně založeno až 50 nových základních organizací, které měly zakládat mj. Bursíkovi zaměstnanci z Ministerstva životního prostředí. Bursík to popřel a prohlásil, že většina nových organizací vznikla v souvislosti s bojem proti dálnici D3 a tempo růstu členské základny v posledních měsících se výrazněji neliší od předchozího období.
V předsjezdovém týdnu Bursík prosadil ve vládě návrh omezení provozu kamionů o víkendech, což byla významná část volebního programu SZ. V sobotu 6. září Bursík porazil Kuchtovou 227 : 109 hlasům; i předsednictvo obsadili jeho příznivci, jaké si přál, kvůli obstrukcím opozice však ne změnu stanov strany, která měla omezit „dvojkolejnost“ řízení silnou republikovou radou, v níž se jeho oponenti shromažďovali. Na poslední chvíli však nečekaně prosadil odvolání členů rady volených přímo sjezdem.

### Hrozba odchodem z koalice
V únoru 2009 neprošla vládní novela zákona o posuzování vlivů na životní prostředí v Poslanecké sněmovně závěrečným čtením. Bursíka rozhořčilo, že pro zamítnutí hlasovali i někteří poslanci vládní koalice z KDU-ČSL a z ODS, a pohrozil odchodem z koalice. Doslova uvedl: „Tohle je velmi vážné. Za stávající situace nejsem schopen předkládat návrhy zákonů za resort životního prostředí, protože neprocházejí hlasy koaličních poslanců. Je to na odchod z vládní koalice.“ Krátce poté, v březnu 2009 vláda Mirka Topolánka padla poté, co ji byla vyslovena nedůvěra sněmovnou (i za účasti několika bývalých poslankyň zvolených za Stranu zelených). Martin Bursík pak setrval coby ministr v demisi na svých vládních postech do 8. května 2009.

### Rezignace na předsedu
Po neúspěchu ve volbách do Evropského parlamentu 5.–6. června 2009, kdy Strana zelených získala pouze 2,06 % hlasů, rezignoval 8. června na funkci předsedy strany. Vedení strany převzal 1. místopředseda Ondřej Liška.
24. listopadu 2012 kandidoval opět na funkci předsedy Strany zelených, byl však poražen Ondřejem Liškou. Stal se 2. místopředsedou strany. Tím byl do srpna 2013, kdy ze Strany zelených vystoupil. Podle jeho slov byl důvodem nesouhlas s údajným posunem strany doleva.

### Liberálně ekologická strana
Krátce po vystoupení ze Strany zelených Bursík založil Liberálně ekologickou stranu (LES). Stranu vedl společně s brněnským aktivistou Matějem Hollanem a projektu se účastnila také režisérka Olga Sommerová, ekolog Ivan Rynda nebo bývalý ministr životního prostředí Ladislav Miko. Podporovala jej řada osobností kulturního života. V předčasných volbách v roce 2013 však strana nekandidovala, neboť neuspěla jednání o společných kandidátkách s KDU-ČSL a nechtěla tak rozmělnit pravý střed.
Dne 16. února 2014 byl na ustavujícím sněmu Liberálně ekologické strany zvolen jejím předsedou, když získal 74 hlasů od 74 delegátů. Funkci na sněmu v červnu 2017 obhájil.
Ve volbách do Evropského parlamentu v roce 2014 kandidoval na 28. místě kandidátky Liberálně ekologické strany, ale neuspěl.
V březnu 2014 podepsal výzvu Sobotkově vládě, která požadovala tvrdší postup vůči Rusku a zásah proti příslušníkům ruské menšiny v Čechách, kteří mají ruské občanství, konkrétně okamžité zastavení vydávání víz občanům Ruské federace, zrušení možnosti obdržení dvojího občanství pro občany Ruské federace od 1. ledna 2015 nebo zmrazení kont ruských občanů v ČR.
Na sněmu Liberálně ekologické strany, konaném online dne 24. června 2021, odstoupil z funkce předsedy strany. Novou předsedkyní byla zvolena Džamila Stehlíková.

### Kandidatura do Senátu za TOP 09
Ve volbách do Senátu PČR v roce 2014 kandidoval v barvách TOP 09 v obvodu č. 27 – Praha 1, a to i přesto, že byl stále předsedou strany LES. Místopředseda TOP 09 Miroslav Kalousek uvedl, že pokud bude Bursík zvolen senátorem, nebude se už ucházet o funkci předsedy své strany LES a bude pracovat pro TOP 09. Bursík však vypadl v prvním kole volby, kdy se se ziskem zhruba 16 procent hlasů umístil na třetím místě.

## Spory o restituci a pronájem nemovitostí

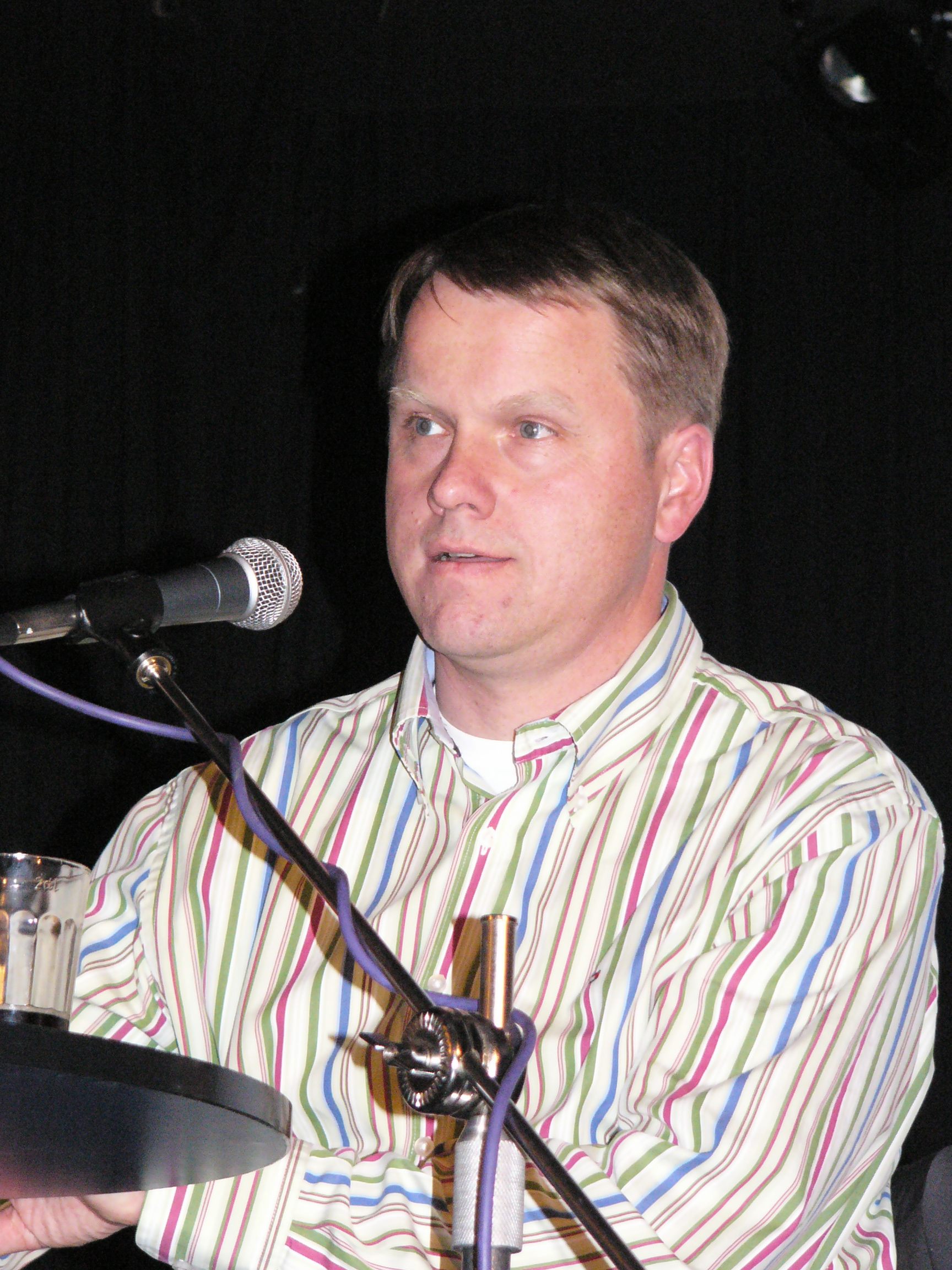
Martin Bursík, duben 2007

19. dubna 1991 požádal Bursíkův otec o restituce několika nemovitostí v centru Prahy: palác ve Sněmovní ulici na Malé Straně, část domu v Revoluční, stavební parcelu na Starém Městě, část domu na náměstí Míru a nemovitost v Máchově ulici. Po otcově smrti zdědili restituční nárok a nemovitosti získali Martin Bursík a jeho bratr.
Pochybnosti o způsobu nabytí tohoto majetku a o získání grantů na rekonstrukci budov zveřejnili pražský primátor Pavel Bém, jeho náměstek Jan Bürgermeister a starosta Prahy 1 Vladimír Vihan (všichni ODS) v TV Nova v dubnu 2006 před parlamentními volbami. Podle kritiků byly Bursíkovi a bratrovi vydány nemovitosti bez řádných podkladů. Bursík také údajně jako člen zastupitelstva města Prahy přednostně získal městské granty na rekonstrukci těchto staveb.
Martin Bursík rovněž o restituované nemovitosti vedl soudní spor se svým vzdáleným bratrancem z Venezuely. V souvislosti s ním napadl u Ústavního soudu rozhodnutí ÚS z roku 1994, kterým zpětně zrušil podmínku trvalého bydliště v České republice pro žadatele o restituci a zpřístupnil je tak i emigrantům, kteří mají české občanství. Bursík žádal, aby byla tato změna zrušena, neboť „zpětně mění podmínky restitucí“ a působí „nové majetkové křivdy“; za to byl kritizován, jelikož by změna znovu připravila o majetek širší okruh restituentů.
Martin Bursík odmítl pochybnosti o restitucích historických budov a způsobu získání grantů na jejich rekonstrukci mj. v tiskovém prohlášení z dubna 2006.
Další aféra vznikla v prosinci 2007, kdy na Bursíka přišlo anonymní udání, že způsob, jímž pronajal svůj dům vlastní firmě, představoval daňový únik; státní zastupitelství však trestní stíhání zastavilo jako bezdůvodné.

## Ocenění
V červnu 2012 byl vyznamenán Cenou Josefa Vavrouška za zásluhy o životní prostředí. Koncipoval a nastartoval vládní program „Zelená úsporám“.